# NGC 5892
NGC 5892 est une galaxie spirale intermédiaire (barrée ?) située dans la constellation de la Balance. Sa vitesse par rapport au fond diffus cosmologique est de 2 472 ± 13 km/s, ce qui correspond à une distance de Hubble de 36,5 ± 2,6 Mpc (∼119 millions d'al). NGC 5892 a été découverte par l'astronome américain Ormond Stone en 1886.
La classe de luminosité de NGC 5892 est IV et elle présente une large raie HI. Elle renferme également des régions d'hydrogène ionisé.
En raison d'une brillance de surface égale à 14,25 mag/am2, on peut qualifier NGC 5892 de galaxie à faible brillance de surface (LSB en anglais pour low surface brightness). Les galaxies LSB sont des galaxies diffuses (D) avec une brillance de surface inférieure de moins d'une magnitude à celle du ciel nocturne ambiant.
À ce jour, cinq mesures non basées sur le décalage vers le rouge (redshift) donnent une distance de 27,280 ± 8,857 Mpc (∼89 millions d'al), ce qui est à l'intérieur des valeurs de la distance de Hubble. Notons cependant que c'est avec la valeur moyenne des mesures indépendantes, lorsqu'elles existent, que la base de données NASA/IPAC calcule le diamètre d'une galaxie et qu'en conséquence le diamètre de NGC 5892 pourrait être d'environ 40,3 kpc (∼131 000 al) si on utilisait la distance de Hubble pour le calculer.